# Willy von Nordeck
Willy (Willi) von Nordeck (* 26. Januar 1888 in Brandenburg an der Havel; † 12. Oktober 1956 in Berlin-Zehlendorf) war ein deutscher Marineoffizier, zuletzt im Dienstgrad eines Admirals der Kriegsmarine.

## Karriere

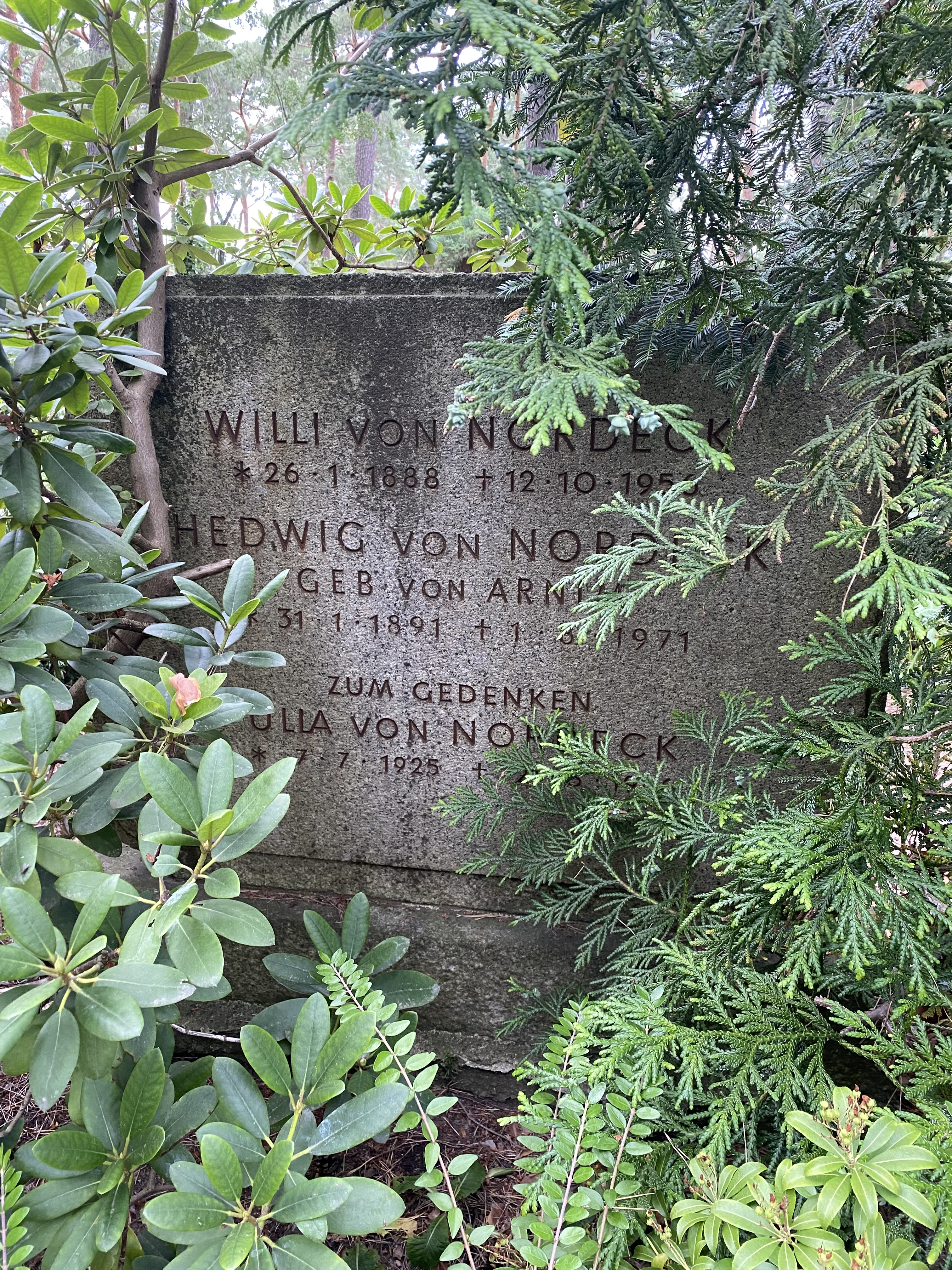
Grabstätte auf dem Waldfriedhof Dahlem

### Kaiserliche Marine und Erster Weltkrieg
Nordeck trat am 1. April 1903 als Seekadett in die Kaiserliche Marine ein. Er absolvierte die Grundausbildung und anschließend die Basisausbildung bis zum 21. März 1904 auf der als Schulschiff genutzten Gedeckten Korvette Moltke. Daraufhin kam er zur weiteren Ausbildung ab dem 22. März 1904 an die Marineschule in Kiel. Am 15. April 1904 wurde er zum Fähnrich zur See ernannt. Anschließend begab er sich vom 12. Oktober bis zum 28. November 1905 auf dem Panzerkreuzer Prinz Heinrich nach Shanghai. Ab dem 29. November 1905 tat er dann Dienst auf dem zum Ostasiengeschwader gehörenden Panzerkreuzer Fürst Bismarck. Während dieser Dienstzeit wurde er am 28. September 1906 zum Leutnant zur See befördert. Ab dem 16. Juni 1907 war Nordeck von Tsingtau aus auf dem Dampfer Borussia auf der Rückreise nach Deutschland, wo er ab dem 1. August 1907 als Wachoffizier auf dem Küstenpanzerschiff Ägir eingesetzt wurde. Am 10. April 1909 erfolgte die Beförderung zum Oberleutnant zur See. Danach war er vom 16. September 1909 bis zum 30. September 1911 als Wach- und Kompanieoffizier zur 3. Torpedo-Halbflottille der I. Torpedodivision kommandiert. Anschließend war Nordeck dann vom 10. Oktober 1911 bis zum 5. Januar 1912 als Kompanieoffizier des in Deutschland stationierten Ersatzbataillon für die Matrosenartillerieabteilung Kiautschou eingesetzt. Danach reiste er ab dem 6. Januar 1912 auf dem Dampfer Patricia erneut nach Tsingtau und diente dort bis zum 21. November 1913 als Kompanieoffizier in der Matrosenartillerieabteilung Kiautschou selbst. Anschließend erfolgte die Rückreise und die Kommandierung in die I. Marineinspektion bis zum 28. März 1914. Danach wurde Nordeck ab erneut als Wachoffizier eingesetzt – diesmal auf dem Kleinen Kreuzer Stralsund. In dieser Dienststellung erlebte Nordeck auch den Ausbruch des Ersten Weltkriegs und wurde am 16. April 1915 zum Kapitänleutnant befördert. Ab dem 17. November 1915 absolvierte Nordeck einen Trainingskurs auf dem Torpedoschulschiff Württemberg und war ab Januar 1916 auf dem Großen Torpedoboot S 170, das zur 9. Torpedobootflottille gehörte, als Kommandant eingesetzt. Danach folgte ab dem 1. November 1916 eine Kommandierung als Artillerieoffizier auf den Kleinen Kreuzer Midilli. Beim Gefecht bei Imbros am 20. Januar 1918, bei dem das Schiff durch Minentreffer versenkt wurde, gehörte Nordeck zu den Überlebenden, geriet allerdings in britische Kriegsgefangenschaft.

### Reichsmarine
Am 3. Dezember 1919 wurde Nordeck aus der Gefangenschaft entlassen und zur Verwendung des Chefs der Marinestation der Ostsee gestellt. Ab Januar 1920 diente er dann als Kompaniechef im 3. Küstenverteidigungsbataillon und wurde anschließend ab dem 10. März 1920 zur Verfügung der Admiralität bei der Marinefriedenskommission gestellt. Er war außerdem als Admiralstabsoffizier Mitglied der Internationalen Grenzkommission für Schleswig. Nordeck wechselte am 19. Mai 1921 auf das Linienschiff Hannover, auf dem er erneut als Wachoffizier Dienst tat. Ab dem 1. Oktober 1921 war Nordeck dann kurzzeitig Berater der Marine-Depot-Inspektion und ab dem 29. Oktober 1921 Berater der Marine-Artillerie-Inspektion. Während dieser Dienstzeit wurde er am 1. Januar 1923 zum Korvettenkapitän befördert. Anschließend folgten zwei weitere Verwendungen als Admiralstabsoffizier: zunächst ab dem 15. Oktober 1923 im Stab des Befehlshaber der leichten Seestreitkräfte der Nordsee und dann ab dem 1. April 1925 als 1. Admiralstabsoffizier im Stab des Kommandeurs der Seestreitkräfte in der Nordsee. Anschließend war Nordeck dann ab dem 12. Oktober 1926 als Berater des Marineoffizierspersonalabteilung der Marineleitung tätig und wurde während dieser Dienstzeit am 1. Januar 1929 zum Fregattenkapitän befördert. Am 9. Oktober 1929 ernannte man Nordeck zum Kommandeur des II. Bataillons der Schiffskaderdivision der Ostsee, gleichzeitig war er Garnisonsdienstälteste des Marinestandorts Stralsund. Danach übernahm Nordeck ab dem 4. Oktober 1930 als Kommandant das Linienschiff Hessen, kurz zuvor war er am 1. Oktober zum Kapitän zur See befördert worden. Ab dem 5. Oktober 1932 übernahm er als Chef die Zentralabteilung der Marinewerft Wilhelmshaven, in dieser Funktion erfolgte am 1. April 1935 die Beförderung zum Konteradmiral.

### Kriegsmarine
Nach der Umbenennung der Reichsmarine in Kriegsmarine am 1. Juni 1935, wurde Nordeck ab dem 30. September 1935 Oberwerftdirektor der Marinewerft Wilhelmshaven. Diesen Dienstposten behielt er bis zum 22. Juni 1942. In der Zwischenzeit wurde er noch zweimal befördert: am 1. Oktober 1937 zum Vizeadmiral und am 1. Januar 1940 zum Admiral. Anschließend wurde er am 23. Juni 1942 zur Verfügung des Chefs der Kriegsmarine gestellt. Ab dem 1. September 1942 wurde Nordeck dann pensioniert und zur Verfügung der Kriegsmarine gestellt. Nordeck gehörte zu den Admirälen, die mit dem Führungswechsel der Kriegsmarine von Erich Raeder zu Karl Dönitz am 30. Januar 1943 ebenfalls ihrem Karriereende entgegensahen. Er schied daher am 31. Mai 1943 endgültig aus dem Marinedienst aus.

## Auszeichnungen
Während des Ersten Weltkriegs:
- Eisernes Kreuz, 2. Klasse (EK II)
- Eisernes Kreuz, 1. Klasse (EK I)
- Türkische Silberne Liakat-Medaille mit Säbel
- Türkischer Eiserner Halbmond
- Königlich Preußisches Dienstauszeichnungskreuz

Während der Dienstzeit in der Kriegsmarine:
- Ehrenkreuz für Frontkämpfer (1934)
- Dienstauszeichnung der Wehrmacht (DA IV bis I. Klasse)
- Kriegsverdienstkreuz, 2. Klasse mit Schwertern
- Kriegsverdienstkreuz, 1. Klasse mit Schwertern
- Deutsches Kreuz in Silber (verliehen am 31. August 1942)

## Familie
Nordeck wuchs in Brandenburg an der Havel auf, wo der Vater Leutnant im Kürassier-Regiment „Kaiser Nikolaus I. von Russland“ Nr. 6 war. Seine Ehefrau wurde Hedwig von Arnim (* 1891; † 1971) aus der von Armin`schen Familienlinie Boitzenburg-Suckow-Nechlin. Ihre Mutter wiederum war Kathinka von Nordeck, ihr Vater der Admiral Volkmar von Arnim. Die Hochzeit von Willy und Hedwig fand 1917 in Kiel statt, wo Hedwig mit ihrer jüngeren Schwester Wilhelmina aufwuchs.

## Weitere Literatur
- Ingo Sommer: Die Stadt der 500 000. NS-Stadtplanung und Architektur in Wilhelmshaven, 1. Auflage, Vieweg+Teubner Verlag, Wiesbaden 1993, S. 370. Reprint (Online-Ressource): Springer Fachmedien, Wiesbaden 2016. (Vita), ISBN 978-3-322-89736-7.